# Tietasaura derbyiana
Tietasaura derbyiana es la única especie conocida del género extinto Tietasaura de dinosaurio ornitópodo elasmariano, que vivió a principios del período Cretácico, hace aproximadamente entre 139 a 132 millones de años, desde el Valanginiense al Hauteriviense, en lo que es hoy Sudamérica. Sus fósiles fueron encontrados en la Formación Marfim del Cretácico inferior de Brasil. Es un taxon notable por ser el primer dinosaurio ornitisquio jamás nombrado en Brasil.

## Descubrimiento e investigación

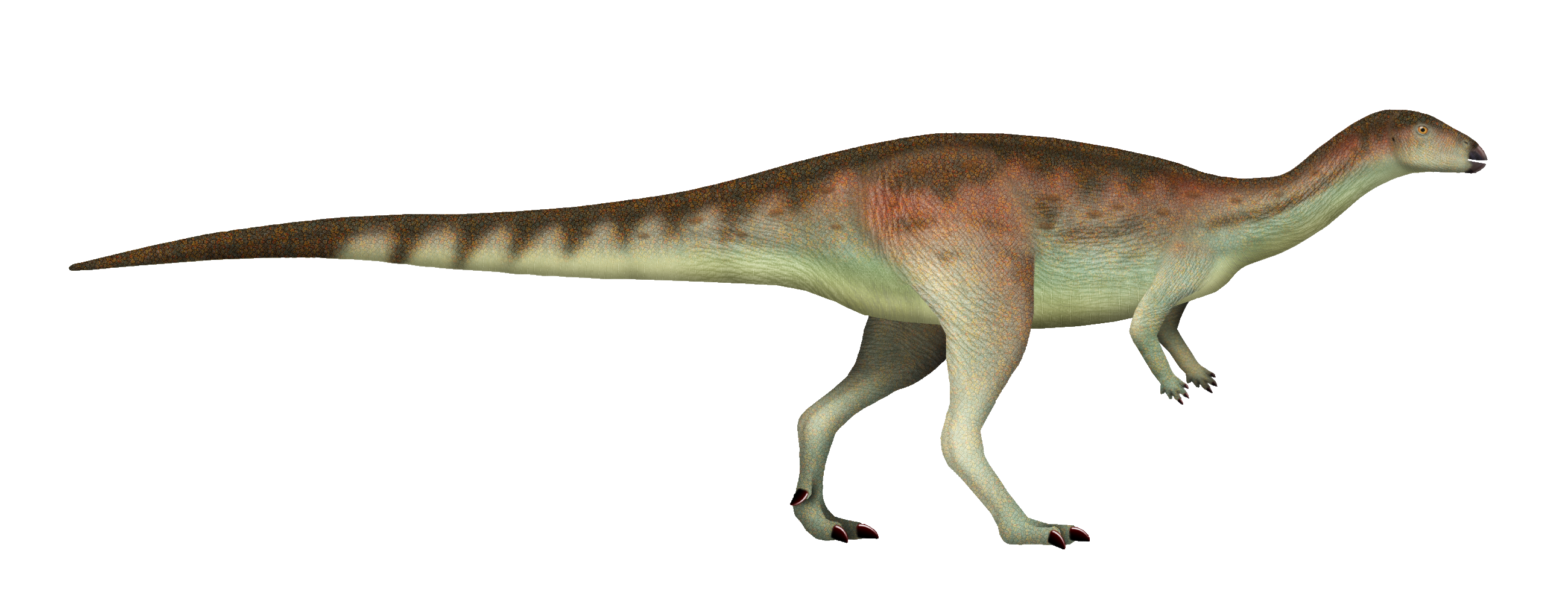
Recreación en vida

El espécimen holotipo de Tietasaura, NHM-PV R.3424, fue descubierto en 1906 durante una serie de expediciones del Museo de Historia Natural de Londres a América del Sur, que duraron desde 1859 hasta 1906. Algunos de los fósiles encontrados durante estos viajes fueron descritos en publicaciones de 1860 y 1907. Este trabajo de campo en particular se realizó a lo largo de una playa cercana a la Estación plataforma, en la ciudad de Salvador de Bahía, Estado de Bahía, Brasil y se encuentra entre los primeros restos de dinosaurio encontrados en América del Sur. Esta localidad pertenece a la Formación Marfim de la Cuenca del Recôncavo.  El holotipo NHM-PV R.3424 consta de una mitad distal de un fémur izquierdo. Inicialmente se había identificado como el crocodiliforme dirosáurido Hyposaurus sp. en las etiquetas de la colección del Museo de Historia Natural de Londres y las colecciones digitales del museo lo enumeran de manera inexacta. como espécimen de Sarcosuchus hartti, un crocodiliforme folidosáurido. Recién fue redescrito y reclasificado como un elasmariano más cercanamente relacionado con Notohypsilophodon comodorensis y Gasparinisaura cincosaltensis por un equipo de paleontólogos brasileños liderados por Kamila Bandeira en 2024.
En 2024, Bandeira et al. describieron Tietasaura derbyiana como un nuevo género y especie de ornitópodo elasmariano basado en estos restos fósiles. El nombre genérico, Tietasaura , combina "Tieta", el nombre del personaje principal de la novela brasileña Tieta do Agreste y "saura", σαύρα, la declinación femenina de la palabra griega "sauros", que significa "lagarto". El nombre "Tieta" es también un apodo de "Antonieta" en portugués, que significa "invaluable", los autores que lo describen utilizan este significado para reflejar el valor del espécimen como el primer ornitisquio nombrado en Brasil. El nombre específico, T. derbyiana, honra al geólogo Orville A. Derby y sus contribuciones a la paleontología en Brasil.

## Clasificación
En sus análisis filogenéticos, Bandeira et al. (2024) encontraron a Tietasaura como un miembro ornitópodo de Elasmaria, siendo taxón hermano de Notohypsilophodon. Sus resultados se muestran en el cladograma a continuación:

|  | Fulgurotherium                                                   |
|  |                                                                  |
|  | Gasparinisaura                                                   |
|  |                                                                  |
|  | \| \| Tietasaura \| \| \| \| \| \| Notohypsilophodon \| \| \| \| |
|  |                                                                  |
|  | Tietasaura                                                       |
|  |                                                                  |
|  | Notohypsilophodon                                                |
|  |                                                                  |

|  | Tietasaura        |
|  |                   |
|  | Notohypsilophodon |
|  |                   |

|  | Fulgurotherium                                                   |
|  |                                                                  |
|  | Gasparinisaura                                                   |
|  |                                                                  |
|  | \| \| Tietasaura \| \| \| \| \| \| Notohypsilophodon \| \| \| \| |
|  |                                                                  |
|  | Tietasaura                                                       |
|  |                                                                  |
|  | Notohypsilophodon                                                |
|  |                                                                  |

|  | Tietasaura        |
|  |                   |
|  | Notohypsilophodon |
|  |                   |

|  | Tenontosaurus spp.                                              |
|  |                                                                 |
|  | \| \| Muttaburrasaurus \| \| \| \| \| \| Dryomorpha \| \| \| \| |
|  |                                                                 |
|  | Muttaburrasaurus                                                |
|  |                                                                 |
|  | Dryomorpha                                                      |
|  |                                                                 |

|  | Muttaburrasaurus |
|  |                  |
|  | Dryomorpha       |
|  |                  |

|  | Tenontosaurus spp.                                              |
|  |                                                                 |
|  | \| \| Muttaburrasaurus \| \| \| \| \| \| Dryomorpha \| \| \| \| |
|  |                                                                 |
|  | Muttaburrasaurus                                                |
|  |                                                                 |
|  | Dryomorpha                                                      |
|  |                                                                 |

|  | Muttaburrasaurus |
|  |                  |
|  | Dryomorpha       |
|  |                  |

|  | Fulgurotherium                                                   |
|  |                                                                  |
|  | Gasparinisaura                                                   |
|  |                                                                  |
|  | \| \| Tietasaura \| \| \| \| \| \| Notohypsilophodon \| \| \| \| |
|  |                                                                  |
|  | Tietasaura                                                       |
|  |                                                                  |
|  | Notohypsilophodon                                                |
|  |                                                                  |

|  | Tietasaura        |
|  |                   |
|  | Notohypsilophodon |
|  |                   |

|  | Fulgurotherium                                                   |
|  |                                                                  |
|  | Gasparinisaura                                                   |
|  |                                                                  |
|  | \| \| Tietasaura \| \| \| \| \| \| Notohypsilophodon \| \| \| \| |
|  |                                                                  |
|  | Tietasaura                                                       |
|  |                                                                  |
|  | Notohypsilophodon                                                |
|  |                                                                  |

|  | Tietasaura        |
|  |                   |
|  | Notohypsilophodon |
|  |                   |

|  | Tenontosaurus spp.                                              |
|  |                                                                 |
|  | \| \| Muttaburrasaurus \| \| \| \| \| \| Dryomorpha \| \| \| \| |
|  |                                                                 |
|  | Muttaburrasaurus                                                |
|  |                                                                 |
|  | Dryomorpha                                                      |
|  |                                                                 |

|  | Muttaburrasaurus |
|  |                  |
|  | Dryomorpha       |
|  |                  |

|  | Tenontosaurus spp.                                              |
|  |                                                                 |
|  | \| \| Muttaburrasaurus \| \| \| \| \| \| Dryomorpha \| \| \| \| |
|  |                                                                 |
|  | Muttaburrasaurus                                                |
|  |                                                                 |
|  | Dryomorpha                                                      |
|  |                                                                 |

|  | Muttaburrasaurus |
|  |                  |
|  | Dryomorpha       |
|  |                  |

|  | Fulgurotherium                                                   |
|  |                                                                  |
|  | Gasparinisaura                                                   |
|  |                                                                  |
|  | \| \| Tietasaura \| \| \| \| \| \| Notohypsilophodon \| \| \| \| |
|  |                                                                  |
|  | Tietasaura                                                       |
|  |                                                                  |
|  | Notohypsilophodon                                                |
|  |                                                                  |

|  | Tietasaura        |
|  |                   |
|  | Notohypsilophodon |
|  |                   |

|  | Fulgurotherium                                                   |
|  |                                                                  |
|  | Gasparinisaura                                                   |
|  |                                                                  |
|  | \| \| Tietasaura \| \| \| \| \| \| Notohypsilophodon \| \| \| \| |
|  |                                                                  |
|  | Tietasaura                                                       |
|  |                                                                  |
|  | Notohypsilophodon                                                |
|  |                                                                  |

|  | Tietasaura        |
|  |                   |
|  | Notohypsilophodon |
|  |                   |

|  | Tenontosaurus spp.                                              |
|  |                                                                 |
|  | \| \| Muttaburrasaurus \| \| \| \| \| \| Dryomorpha \| \| \| \| |
|  |                                                                 |
|  | Muttaburrasaurus                                                |
|  |                                                                 |
|  | Dryomorpha                                                      |
|  |                                                                 |

|  | Muttaburrasaurus |
|  |                  |
|  | Dryomorpha       |
|  |                  |

|  | Tenontosaurus spp.                                              |
|  |                                                                 |
|  | \| \| Muttaburrasaurus \| \| \| \| \| \| Dryomorpha \| \| \| \| |
|  |                                                                 |
|  | Muttaburrasaurus                                                |
|  |                                                                 |
|  | Dryomorpha                                                      |
|  |                                                                 |

|  | Muttaburrasaurus |
|  |                  |
|  | Dryomorpha       |
|  |                  |

|  | Fulgurotherium                                                   |
|  |                                                                  |
|  | Gasparinisaura                                                   |
|  |                                                                  |
|  | \| \| Tietasaura \| \| \| \| \| \| Notohypsilophodon \| \| \| \| |
|  |                                                                  |
|  | Tietasaura                                                       |
|  |                                                                  |
|  | Notohypsilophodon                                                |
|  |                                                                  |

|  | Tietasaura        |
|  |                   |
|  | Notohypsilophodon |
|  |                   |

|  | Fulgurotherium                                                   |
|  |                                                                  |
|  | Gasparinisaura                                                   |
|  |                                                                  |
|  | \| \| Tietasaura \| \| \| \| \| \| Notohypsilophodon \| \| \| \| |
|  |                                                                  |
|  | Tietasaura                                                       |
|  |                                                                  |
|  | Notohypsilophodon                                                |
|  |                                                                  |

|  | Tietasaura        |
|  |                   |
|  | Notohypsilophodon |
|  |                   |

|  | Tenontosaurus spp.                                              |
|  |                                                                 |
|  | \| \| Muttaburrasaurus \| \| \| \| \| \| Dryomorpha \| \| \| \| |
|  |                                                                 |
|  | Muttaburrasaurus                                                |
|  |                                                                 |
|  | Dryomorpha                                                      |
|  |                                                                 |

|  | Muttaburrasaurus |
|  |                  |
|  | Dryomorpha       |
|  |                  |

|  | Tenontosaurus spp.                                              |
|  |                                                                 |
|  | \| \| Muttaburrasaurus \| \| \| \| \| \| Dryomorpha \| \| \| \| |
|  |                                                                 |
|  | Muttaburrasaurus                                                |
|  |                                                                 |
|  | Dryomorpha                                                      |
|  |                                                                 |

|  | Muttaburrasaurus |
|  |                  |
|  | Dryomorpha       |
|  |                  |